# Війна на захист республіки
Війна на захист республіки (спрощ.: 护国战争; кит. трад.: 護國戰爭; піньїнь: Hù guó zhànzhēng) — громадянська війна, що тривала в Китаї в 1915—1916 роках. Її причиною стало самопроголошення Юань Шикая імператором. За три роки до того припинила своє існування імперія Цін і була заснована Китайська Республіка. Після самопроголошення військові командири Тан Цзіяо, Цай Е і Лі Лецзюнь проголосили незалежність провінції Юньнань і відрядили війська проти Юань Шикая. В битвах армія Юаня зазнала кількох поразок, через що декілька південних провінцій також проголосили незалежність. Під таким тиском Юань Шикай був змушений зректись і за кілька місяців помер.

## Передумови
Після того, як Юань Шикай 1913 року спланував убивство Сун Цзяоженя, голова Гоміньдану Сунь Ятсен оголосив Другу революцію, що зазнала поразки. Тоді Сунь Ятсену довелось тікати до Японії, а Гоміньдан було оголошено поза законом. Від серпня 1915 року прибічники Юань Шикая почали вимагати реставрації монархії. 12 грудня того ж року Юань Шикай став імператором Китайської імперії.

## Перебіг подій
25 грудня юньнаньські генерали Цай Е й Тан Цзіяо проголосили незалежність провінції. Вони створили Армію республіки та відрядили її на війну з Юань Шикаєм. У Шанхаї до спроби антиурядового повстання вдався один із засновників Гоміньдану Чень Цімей. Юань відрядив 80 тисяч осіб на атаку Юньнаня, втім його війська зазнали значної поразки в провінції Сичуань. У лютому-березні 1916 року Ґуйчжоу й Гуансі також оголосили про свою незалежність; їхньому прикладу наслідували провінції Гуандун, Шаньдун, Хунань, Шаньсі, Цзянсі та Цзянсу. Суперечності з'явились навіть в уряді, що перебував у Пекіні. Зіштовхнувшись із таким тиском, Юань Шикай був змушений зректись 22 березня 1916 року. Після того провінції, що відокремились, увійшли знову до складу країни.

## Наслідки
Війна стала початком розділення півночі та півдня країни після проголошення Китайської Республіки. Юань Шикай був законним президентом, однак його спробі стати імператором завадили мілітаристи з південних провінцій. Навіть після реставрації республіки Бейянський уряд більше не міг їх контролювати. Після смерті Юань Шикая він цілковито втратив контроль, і почалась внутрішня боротьба між представниками клік. Тим часом Сунь Ятсен установив у Гуанчжоу військовий уряд, що призвело до виникнення Руху на захист Конституції.
Боротьба клік тривала до Північного походу та війни центральних рівнин, коли Чан Кайші об'єднав Китай перед початком Другої японсько-китайської війни